# Non si uccidono i poveri diavoli
Non si uccidono i poveri diavoli (titolo originale francese On ne tue pas les pauvres types, pubblicato in traduzione italiana anche col titolo Nessuno ammazza un poveraccio) è un racconto di Georges Simenon con protagonista  il personaggio del commissario Maigret.
Venne scritto a Saint Andrews (Nuovo Brunswick, Canada) il 15 aprile 1946 e pubblicato nel 1947.

## Trama
Maigret si trova ad affrontare un omicidio in apparenza "stupido", in cui un impiegato dalla vita grigia e monotona, un povero diavolo, viene ucciso senza apparente ragione e in un modo complicato, che sembra frutto di un piano ben studiato. Ma forse la vittima non è quello che sembra: da anni aveva lasciato il lavoro all'oscuro della famiglia conducendo una doppia vita in cui si concedeva agi e distrazioni. Il commissario impegnerà tutte le sue energie e il suo acume per scoprire il segreto di Maurice Tremblet.

## Edizioni
Il racconto venne pubblicato in francese per la prima volta sul periodico "Les Œuvres libres", nuova serie, n° 19, 1947; quindi in volume come quarto nella raccolta Maigret et l'inspecteur malchanceux (1947), pubblicata da Presses de la Cité. La stessa raccolta assumerà a partire dal 1956 il titolo Maigret et l'Inspecteur Malgracieux.
In italiano è stato pubblicato per la prima volta nel 1966 da Mondadori, con la traduzione di Roberto Cantini, nella raccolta tascabile di racconti Maigret e i poveri diavoli, nella collana “Le inchieste del commissario Maigret” (n° 20). Nel 1993, sempre da Mondadori, è stato pubblicato con la stessa traduzione nella raccolta La pipa di Maiget, ristampata nel 97. Nel 2015, con il titolo Nessuno ammazza un poveraccio, è uscito come primo racconto della raccolta Un Natale di Maigret e altri racconti, per la traduzione di Marina Di Leo, presso Adelphi (parte della collana "gli Adelphi", al n° 476).

## Opere derivate
- Il racconto è stato trasposto in un episodio della serie televisiva RAI Le inchieste del commissario Maigret, con protagonista Gino Cervi, nella seconda serie andata in onda per la prima volta in due puntate, il 20 e il 27 febbraio 1966. Oltre agli attori dei personaggi fissi della serie, negli altri ruoli figuravano Irene Aloisi (moglie di Tremblet), Loretta Goggi (figlia di Tremblet), Giulio Girola (commissario Lepic), Gino Pernice (nipote di Maigret), Andrea Bosic (Teodoro Ballard), Michele Malaspina (direttore di Tremblet), Franca Mazzoni (collega di Tremblet), Stefano Sibaldi (venditore di uccelli), Augusto Mastrantoni ("Cerise"), Jolanda Verdirosi (cameriera dell'albergo).
- Un'altra edizione televisiva è quella dal titolo Maigret voit double, per la regia di François Luciani, come episodio della serie di produzione franco-svizzero-belga Il commissario Maigret, con protagonista Bruno Cremer. In tale versione però, stranamente, la trama viene cambiata e Tremblet, responsabile di furto, viene assassinato da un collega suo complice. L'edizione francese è andata in onda per la prima volta il 3 marzo 2000. L'edizione italiana porta il titolo Maigret e l'uomo dalla doppia vita.

La RAI nel 1985 ha trasmesso su Radiouno un adattamento radiofonico dal titolo Non si uccidono i poveri diavoli, con Alberto Lionello nel ruolo del commissario Maigret..

## Citazioni
Il racconto viene citato dal Commissario Montalbano nel racconto Amore e fratellanza. Da ricordare al riguardo che Andrea Camilleri fu delegato di produzione della famosa serie televisiva Le inchieste del commissario Maigret.